# Asia Cup
La Asia Cup è un torneo maschile di cricket in formato One Day International e Twenty20. Nato nel 1983 in concomitanza con la nascita dall'Asian Cricket Council (ACC), da cui è organizzato, il torneo fu inizialmente previsto ogni due anni, ma si tiene con questa cadenza solo dal 2008 in poi.

## Storia
La prima edizione si tenne nel 1984 negli Emirati Arabi Uniti, sede dell'ACC fino al 1995. La successiva edizione del 1986 fu boicottata dall'India per via delle difficili relazioni con lo Sri Lanka, mentre quella del 1990-91 fu boicottata dal Pakistan per le difficili relazioni con l'India; l'edizione del 1993 fu annullata sempre a causa delle difficili relazioni tra Pakistan e India.
Nel 2015 è stato deciso che, a partire dal 2016, le edizioni dell'Asia Cup si terranno alternativamente secondo il formato One Day International (ODI) e Twenty20 (T20I), in base al formato del successivo evento mondiale programmato (Coppa del Mondo di cricket o ICC World Twenty20).

## Albo d'oro

### Edizioni ODI
| Anno             | Organizzatore       | Luogo della finale                              | Finale                       | Finale                                  | Finale                      |
| Anno             | Organizzatore       | Luogo della finale                              | Vincitore                    | Risultato                               | Finalista                   |
| ---------------- | ------------------- | ----------------------------------------------- | ---------------------------- | --------------------------------------- | --------------------------- |
| 1984 Dettagli    | Emirati Arabi Uniti | Sharjah CA Stadium Sharjah                      | India                        | India vince il torneo Classifica finale | Sri Lanka                   |
| 1986 Dettagli    | Sri Lanka           | Sinhalese Sports Club Ground Colombo            | Sri Lanka 195/5 (42.2 overs) | Sri Lanka vince di 5 wickets Referto    | Pakistan 191/9 (45 overs)   |
| 1988 Dettagli    | Bangladesh          | Bangabandhu National Stadium Dacca              | India 180/4 (37.1 overs)     | India vince di 6 wickets Referto        | Sri Lanka 176 (43.5 overs)  |
| 1990-91 Dettagli | India               | Eden Gardens Kolkata                            | India 205/3 (42.1 overs)     | India vince di 7 wickets Referto        | Sri Lanka 204/9 (45 overs)  |
| 1993 Dettagli    | Pakistan            | Annullata                                       | Annullata                    | Annullata                               | Annullata                   |
| 1995 Dettagli    | Emirati Arabi Uniti | Sharjah CA Stadium Sharjah                      | India 232/2 (41.5 overs)     | India vince di 8 wickets Referto        | Sri Lanka 230/7 (50 overs)  |
| 1997 Dettagli    | Sri Lanka           | R. Premadasa Stadium Colombo                    | Sri Lanka 240/2 (36.5 overs) | Sri Lanka vince di 8 wickets Referto    | India 239/7 (50 overs)      |
| 2000 Dettagli    | Bangladesh          | Bangabandhu National Stadium Dacca              | Pakistan 277/4 (50 overs)    | Pakistan vince di 39 runs Referto       | Sri Lanka 238 (45.2 overs)  |
| 2004 Dettagli    | Sri Lanka           | R. Premadasa Stadium Colombo                    | Sri Lanka 228/9 (50 overs)   | Sri Lanka vince di 25 runs Referto      | India 203/9 (50 overs)      |
| 2008 Dettagli    | Pakistan            | National Stadium Karachi                        | Sri Lanka 273 (49.5 overs)   | Sri Lanka vince di 100 runs Referto     | India 173 (39.3 overs)      |
| 2010 Dettagli    | Sri Lanka           | Rangiri Dambulla International Stadium Dambulla | India 268/6 (50 overs)       | India vince di 81 runs Referto          | Sri Lanka 187 (44.4 overs)  |
| 2012 Dettagli    | Bangladesh          | Sher-e-Bangla National Stadium Mirpur           | Pakistan 236/9 (50 overs)    | Pakistan vince di 2 runs Referto        | Bangladesh 234/8 (50 overs) |
| 2014 Dettagli    | Bangladesh          | Sher-e-Bangla National Stadium Mirpur           | Sri Lanka 261/5 (46.2 overs) | Sri Lanka vince di 5 wickets Referto    | Pakistan 260/5 (50 overs)   |
| 2018 Dettagli    | Emirati Arabi Uniti | Dubai International Cricket Stadium Dubai       | India 223/7 (50 overs)       | India vince di 3 wickets Referto        | Bangladesh 222 (48.3 overs) |

### Edizioni T20I
| Anno          | Organizzatore | Luogo della finale                    | Finale                   | Finale                           | Finale                      |
| Anno          | Organizzatore | Luogo della finale                    | Vincitore                | Risultato                        | Finalista                   |
| ------------- | ------------- | ------------------------------------- | ------------------------ | -------------------------------- | --------------------------- |
| 2016 Dettagli | Bangladesh    | Sher-e-Bangla National Stadium Mirpur | India 122/2 (13.5 overs) | India vince di 8 wickets Referto | Bangladesh 120/5 (15 overs) |